# ブロック建築技能士
ブロック建築技能士（ブロックけんちくぎのうし）とは、国家資格である技能検定制度の一種で都道府県知事（問題作成等は中央職業能力開発協会、試験の実施等は都道府県職業能力開発協会）が実施する、ブロック建築に関する学科及び実技試験に合格した者をいう。
なお職業能力開発促進法により、ブロック建築技能士資格を持っていないものがブロック建築技能士と称することは禁じられている。
ブロック建築技能士は、職業訓練指導員 (ブロック建築科)の実技試験免除資格になっている。

## 級別
1級、2級、３級の別がある。

## 実技作業試験内容（コンクリートブロック工事作業）
- 1級：補強コンクリートブロック造建物の耐力壁の取り合い部及び開口部のブロック積み作業（鉄筋の加工を含む。）並びに開口部のまぐさ型枠（鉄筋組立てを含む。）を製作する。試験時間＝3時間
- 2級：コンクリートブロック塀の隅切部のブロック工事（鉄筋加工を含む。）を行う。試験時間＝2時間15分
- 3級：コンクリートブロック塀のブロック工事（鉄筋加工を含む。）を行う。試験時間＝2時間

## 他資格等との関係
- 石工事業主任技術者選任資格（2級ブロック建築技能士試験合格者については合格後3年以上の実務経験を有する者に限る）
- 石工事業監理技術者選任資格（主任技術者選任資格を有し、かつ2年以上の一定の要件を満たす指導監督的な実務経験を有する者に限る）
- タイル・れんが・ブロック工事業主任技術者選任資格（2級ブロック建築技能士試験合格者については合格後3年以上の実務経験を有する者に限る）
- タイル・れんが・ブロック工事業監理技術者選任資格（主任技術者選任資格を有し、かつ2年以上の一定の要件を満たす指導監督的な実務経験を有する者に限る）